# Głos góry
Głos góry (jap. 山の音 Yama no oto) – powieść Yasunariego Kawabaty z 1954 roku. Sfilmowana w tym samym roku przez Mikio Naruse. Po polsku wydana przez PIW w 1982 roku (wznowiona w 2021 r.), w tłumaczeniu Ewy Szulc.

## Fabuła
Shingo Ogata, 62-letni patriarcha rodziny z Kamakury, biznesmen dojeżdżający pociągiem do Tokio, wkrótce ma przejść na emeryturę. Ma zaniki pamięci, niepokojące sny, słyszy w nocy dziwne głosy (jak tytułowy „głos góry”). Uważa, że wkrótce umrze, choć nie jest właściwie chory.
Ma żonę Yasuko, syna Shuichiego, który wdaje się w romanse, synową Kikuko, zamężną córkę Fusako odseparowaną od męża. Wszyscy oni z nim mieszkają. Shingo uznaje się za kiepskiego ojca, skoro dzieci mają tyle problemów w małżeństwach, a on tak często był przy nich nieobecny.
Stara się nakłonić syna do rozstania z kochanką, zbliża się do Kikuko, wspomina piękną starszą siostrę Yasuko, która młodo zmarła. Obserwuje górę, wiśnię na podwórku, ptaki i owady, dwie sosny mijane podczas jazdy pociągiem. Myśli o życiu, miłości, towarzystwie. Godzi się z własną śmiertelnością.